# Air Lintang (Tempilang)
Air Lintang is een plaats in het bestuurlijke gebied Bangka Barat in de provincie Bangka-Belitung, Indonesië. De plaats telt 3756 inwoners (volkstelling 2010).